# La scala di seta
La scala di seta és una òpera en un acte de Gioachino Rossini, amb llibret de Giuseppe Maria Foppa, basat en l'obra L'Échelle de Soie, de François-Antoine-Eugène de Planard. S'estrenà al Teatro San Moisè de Venècia el 9 de maig de 1812, quan Rossini només tenia 20 anys. L'obertura ha estat enregistrada amb freqüència i continua sent presentada en el repertori modern de concert.
L'acció es desenvolupa enmig d'una sèrie de situacions còmiques i enredos amorosos. El títol de l'òpera, "La scala di seta", fa referència a una escala de seda que connecta la cambra de Giulia amb la del seu amant, que es troba a l'altre costat del pati de la casa. Aquesta escala de seda és l'element clau de la trama, ja que permet als amants trobar-se en secret.
La música de Rossini en aquesta obra és lleugera i alegre, amb melodies animades que reflecteixen l'atmosfera de la comèdia. La scala di seta va ser un èxit immediat quan es va estrenar, i va ajudar a establir la reputació de Rossini com un dels grans compositors d'òpera còmica de la seva època.

## Origen i context
Rossini va fer els primers passos importants per l'òpera en un petit teatre, el San Moisè de Venècia, per al qual va escriure de 1810 a 1813 cinc farses: La cambiale di matrimonio (1810), L'inganno felice (1812), La scala di seta (1812), L'occasione fa il ladro (1812) i Il signor Bruschino (1813). Aquest tipus de peces curtes van ser populars a Venècia a finals del segle XVIII i principis del segle xix. Les peces eren íntimes, amb un repartiment de cinc a set cantants, sempre incloent una parella d'amants, almenys dues parts còmiques i un o dos papers menors més. L'estil demanava molta comèdia visual improvisada pels cantants. En comparació amb molts gèneres d'òpera, el talent d'actuació i còmic és més important en relació amb la capacitat de cant requerida. Les farses de Rossini també tenen un important element sentimental.

## Representacions
La scala di seta es va estrenar el 9 de maig de 1812 al Teatro San Moisè de Venècia amb un èxit moderat. La crítica feta pel cronista del Giornale dipartimentale sobre l'estrena parla d'èxit en general amb què es va rebre la farsa, la varietat i la sofisticació del llenguatge de Rossini, caracteritzant els trets que el diferencien dels seus contemporanis. Però després d'un nombre limitat de rèpliques i de recuperar-se en teatres més petits, va desaparèixer per complet del repertori, que es va reprendre només després de la Segona Guerra Mundial. La simfonia de l'obra, però, ha estat una peça molt popular del repertori simfònic.
El 4 d'agost de 1823 es va estrenar a Barcelona, al Teatre de la Santa Creu. El 24 de gener de 1825 es va interpretar al Teatre Nacional de São Carlos de Lisboa.
El 1952 s'estrenà al Teatro Comunale de Florència amb Nicola Monti, Renato Capecchi i Franco Calabrese. Al Regne Unit l'estrena va ser el 1954 al Sadler’s Wells Theatre de Londres. La Piccola Scala de Milà la va veure per primera vegada el 1961 dirigida Bruno Bartoletti amb Graziella Sciutti, Cecilia Fusco, Angelo Mercuriali, Luigi Alva, Sesto Bruscantini i Calabrese. El 15 de novembre de 1977 es va estrenar al Gran Teatre del Liceu de Barcelona. El 1984 l'estrena va tenir lloc a Perth, Ayr (Escòcia), Stirling, Dundee, Dunfermline i Inverness en la traducció de Geoffrey Dunn per la Scottish Opera.
La primera actuació al Rossini Opera Festival fou el 1988 amb Oslavio Di Credico, Luciana Serra, Cecilia Bartoli, William Matteuzzi, Natale De Carolis i Roberto Coviello i es va repetir durant cinc temporades (1990, 1992, 2000, 2009 i 2011). El 1992 es posà en escena al Sferisterio de Macerata i l'Opéra-Comique de París. Per al Teatre La Fenice de Venècia l'estrena va tenir lloc el 2002 al Teatro Malibran amb Rockwell Blake.

## Argument
Època: segle XVIII
Lloc: París
Dormont és el mestre i guardià de la bella Giulia, i està decidit a casar-se amb Blansac malgrat el rebuig continu dels seus avenços. El cas és que la Giulia ja està casada amb l'amic de Blansac, Dorvil, que cada nit pot exercir els seus drets conjugals perquè la Giulia li baixa una escala de seda des de la finestra del seu dormitori.
L'òpera s'obre al matí. A causa de les atencions de la cosina de Giulia, Lucilla, i del criat de la família, Germano, Dorvil té moltes dificultats per escapar pel seu mètode habitual. Blansac ha d'arribar en qualsevol moment en la seva recerca per guanyar-se l'amor de Giulia, però ella ha ideat un pla per desviar les seves atencions amoroses cap a la seva cosina, que seria una excel·lent esposa per a ell.
La Giulia té la intenció d'ajuntar la Lucilla i el Blansac, i persuadeix a Germano perquè els espiï des d'un amagatall secret per veure com es desenvolupa la relació. Blansac arriba amb el seu bon amic Dorvil, que intenta desesperadament persuadir-lo que la Giulia no busca marit. Malauradament, això només té l'efecte de fer que Blansac sigui més decidit i més segur de l'èxit. Ell suggereix que en Dorvil li agradaria amagar-se i veure com d'èxit és capaç de seduir la Giulia. En conseqüència, quan entra la Giulia, la seva trobada amb Blansac està a càrrec tant de Germano com del seu marit.
La Giulia decideix investigar en Blansac per veure si seria un marit bo i fidel per a la seva cosina. El seu qüestionament enganya a tots els homes que l'escolten fent pensar que ella està realment interessada en Blansac. Dorvil emergeix de l'amagatall i s'allunya furiós, per a sorpresa d'en Germano, que també es mostra. Enmig de tota la confusió i el soroll entra Lucilla i de sobte Blansac s'adona de qui és la bella dona. Decididament més maca que la seva cosina Giulia.
Ara és tard al vespre. La Giulia està desesperada perquè arribi en Dorvil perquè li pugui explicar el motiu pel qual s'estava qüestionant a Blansac sobre el matrimoni. Un cop més, el criat Germano està al cas i s'adona que la seva mestressa té una missió. Només pot suposar que és amb Blansac, i decideix amagar-se una vegada més i veure què passa. Malauradament, no és capaç de guardar el seu secret per a si mateix i deixa que Lucilla ho sàpiga. Està angoixada en saber que en Blansac, a qui ara estima molt, coneix la Giulia i també decideix trobar un amagatall a l'habitació de la Giulia per observar els tràmits.
Hi ha una sorpresa general i una alegre sorpresa quan és Dorvil qui puja al dormitori, seguit de prop pel seu amic que està decidit a utilitzar l'escala de seda per afavorir la seva corteja, no a Giulia, sinó a Lucilla. Tothom s'escampa quan Dormont, que ha estat despertat per tot el soroll, entra amb la seva camisa de dormir. Veient com tot ha anat bé, ràpidament perdona a les parelles el seu comportament subtil i tot acaba amb alegria general.

## Estructura
- Simfonia
- 1 Introducció Va', sciocco, non seccarmi! (Giulia, Germano, Lucilla)
- 2 Duet Io so ch'hai buon cuore (Giulia, Germano)
- 3 Ària Vedrò qual sommo incanto (Dorvil)
- 4 Quartet Sì che unito a cara sposa (Blansac, Giulia, Germano, Dorvil)
- 5 Ària Sento talor nell'anima (Lucilla)
- 6 Recitatiu i Ària Il mio ben sospiro e chiamo (Giulia)
- 7 Ària Amore dolcemente (Germano)
- 8 Final Dorme ognuno in queste soglie (Giulia, Germano, Dorvil, Blansac, Dormont, Lucilla)

## Enregistraments
| Any  | Elenc: Dormont, Giulia, Lucilla, Dorvil                                    | Director, Teatre d'òpera i orquestra                                                                                                | Segell |
| ---- | -------------------------------------------------------------------------- | --- | --- |
| 1953 | Piero Besma, Angelica Tuccari, Giuseppina Savi, Giuseppe Gentile           | Giuseppe Morelli, Orquestra i cor de la Società del Quartetto di Roma                                                               | LP: Period Cat: SPL 591 LP: Nixa Cat: PLP 591 LP: Contrepoint Cat: MC 20.063 LP: Opera Society Cat: M 2071 36 |
| 1962 | Manlio Rocchi, Graziela Sciutti, Margherita Rinaldi, Fernandino Jacopucci  | Franco Ferrara, Orchestra Filarmonica di Roma Enregistrament de la banda sonora d'una pel·lícula de «Cine Lyrica Italiana»          | LP: RCA Victor Cat: LM 2650 LP: RCA Victor Cat: E 5502-3 LP: RCA Cat: VLS 32512                               |
| 1983 | Tulio Pane, Carmen Lavani, Tiziana Tramonti, Ernesto Palacio               | Marc Andreae, Orchestra della Svizzera Italiana Gravació de vídeo d'una pel·lícula de la televisió                                  | VHS: House of Opera Cat: VIDEO 1643 DVD: House of Opera Cat: DVD 1643 DVD: Opus Arte «Faveo» Cat: 4023 D      |
| 1988 | Oslavio di Credico, Luciana Serra, Cecilia Bartoli, William Matteuzzi      | Gabriele Ferro, Orchestra del Teatro Comunale di Bologna                                                                            | CD: Fonit Cetra Cat: 102 203 CD: Ricordi/Fonit Cetra Cat: RFCD 2003 CD: Warner Fonit Cat: 0927 43307-2        |
| 1990 | David Griffith, Luciana Serra, Jane Bunnell, David Kuebler                 | Gianluigi Gelmetti, Radio-Sinfonie-Orchester Stuttgart Enregistrament en viu al Schwetzingen Festival                               | DVD: EuroArts Cat: 2054978                                                                                    |
| 1992 | Fulvio Massa, Teresa Ringholz, Francesca Provvisionato, Ramón Vargas       | Marcello Viotti, English Chamber Orchestra                                                                                          | Audio CD: Claves Cat: 50-9219-20                                                                              |
| 2000 | Enrico Facini, Elizabeth Norberg-Schulz, Claudia Marchi, Antonino Siragusa | Alberto Zedda, Orchestra del Teatro Comunale di Bologna Enregistrament en viu al Rossini Festival, Pesaro (6 d'agost de 2000)       | CD: House of Opera Cat: CD 706                                                                                |
| 2001 | Andrea Carboni, Gaia Matteini, Silvia Vajente, Samuele Simoncini           | Giovan Battista Varoli, I Solisti di Fiesole (Enregistrament en viu al Teatro Comunale di Castiglion Fiorentino (Arezzo), Desembre) | Audio CD: Bongiovanni Cat: GB 2316/7-2                                                                        |
| 2009 | Daniele Zanfardino, Olga Peretyatko, Anna Malavasi, José Manuel Zapata     | Claudio Scimone, Orchestra Haydn di Bolzano e Trento Enregistrament en viu al Teatro Rossini de Pesaro (Agost 2009)                 | CD: premiereopera.net                                                                                         |